# Pua Kealoha

Pua Kealoha (né le 14 novembre 1902 et décédé le 28 août 1989) est un nageur américain. Lors des Jeux olympiques de 1920 disputés à Anvers il remporte la médaille d'or au relais 4 × 200 m nage libre, battant au passage le record du monde et la médaille d'argent au 100 m nage libre, derrière Duke Kahanamoku. 

## Palmarès
- médaille d'or au relais 4 × 200 m nage libre aux Jeux olympiques d'Anvers en 1920
- médaille d'argent au 100 m nage libre aux Jeux olympiques d'Anvers en 1920